# 1993 في إسرائيل
فيما يلي قوائم الأحداث التي وقعت خلال عام 1993 في إسرائيل.

## سياسة

### تعيين في المنصب
- 1 يناير – عيزر فايتسمان رئيس إسرائيل.
- 11 مايو – أرييه درعي وزير بدون حقيبة وزارية.
- 11 مايو – شولاميت ألوني وزير بدون حقيبة وزارية،وزير الاتصالات الإسرائيلي  [لغات أخرى]‏.

### انتهاء فترة المنصب
- 1 يناير – حاييم هرتصوغ رئيس إسرائيل.
- 7 يونيو – أرييه درعي وزير بدون حقيبة وزارية.
- 7 يونيو – أمنون روبنشتاين وزير الطاقة الإسرائيلي  [لغات أخرى]‏.
- 7 يونيو – شولاميت ألوني وزير بدون حقيبة وزارية.
- 30 ديسمبر – روني ميلو عضو الكنيست [الإنجليزية]‏.

## ظهور
- 4 نوفمبر – القناة الثانية الإسرائيلية

## وفيات

### يناير
- 1 يناير – عوفيرا نافون (مواليد 1936)

### أكتوبر
- 2 أكتوبر – أمين طريف (مواليد 1898)